# Instituto Kurchátov
El Instituto Kurchátov (en ruso: Hациональный исследовательский центр «Курчатовский Институт») (en español: Centro Nacional de Investigación "Instituto Kurchátov") es la principal institución de investigación y desarrollo de Rusia, en el campo de la energía nuclear. El instituto lleva el nombre de Ígor Kurchátov y se encuentra en la Plaza Kurchátov, en Moscú. En la época de la Unión Soviética era conocido como: "Instituto Kurchátov de la Energía Atómica" (en ruso: Институт Атомной Энергии им. И.В. Курчатова).

## Historia

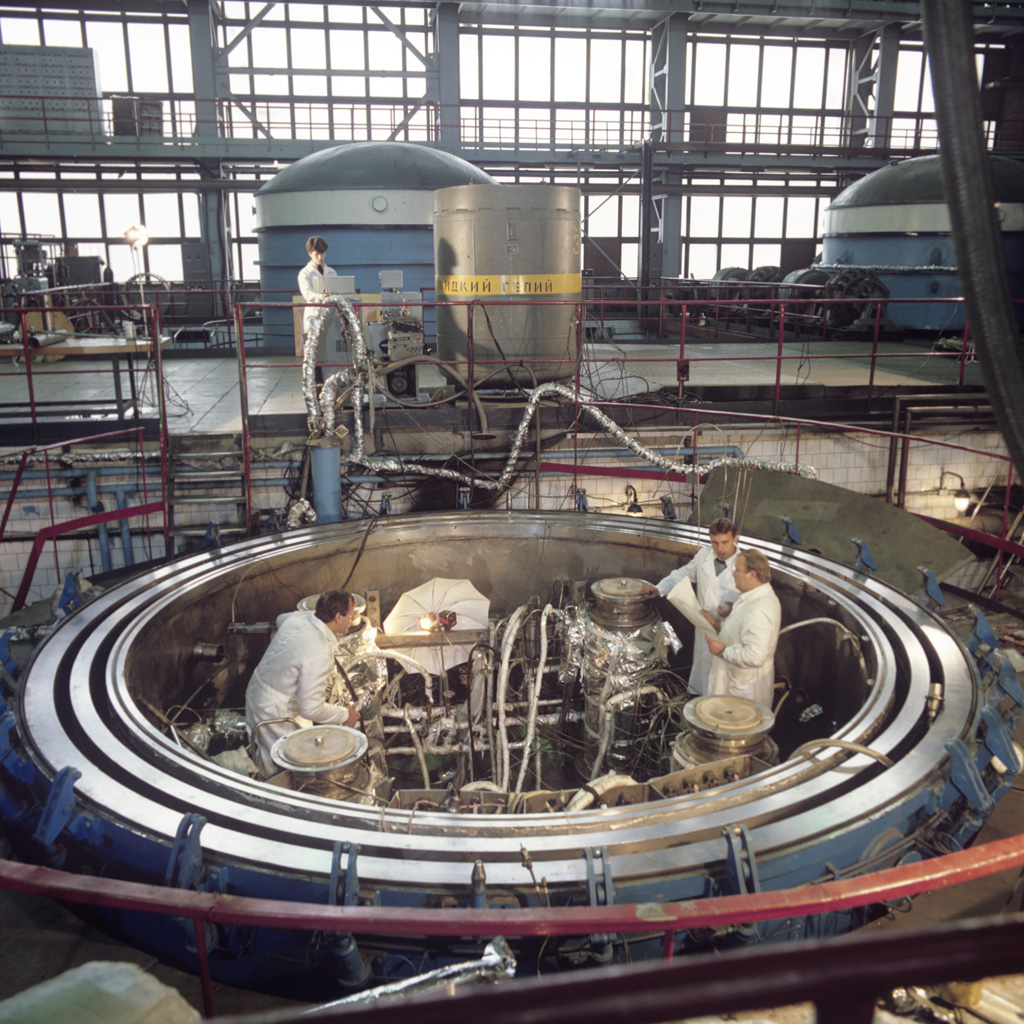
Una prueba del campo magnético (1986).

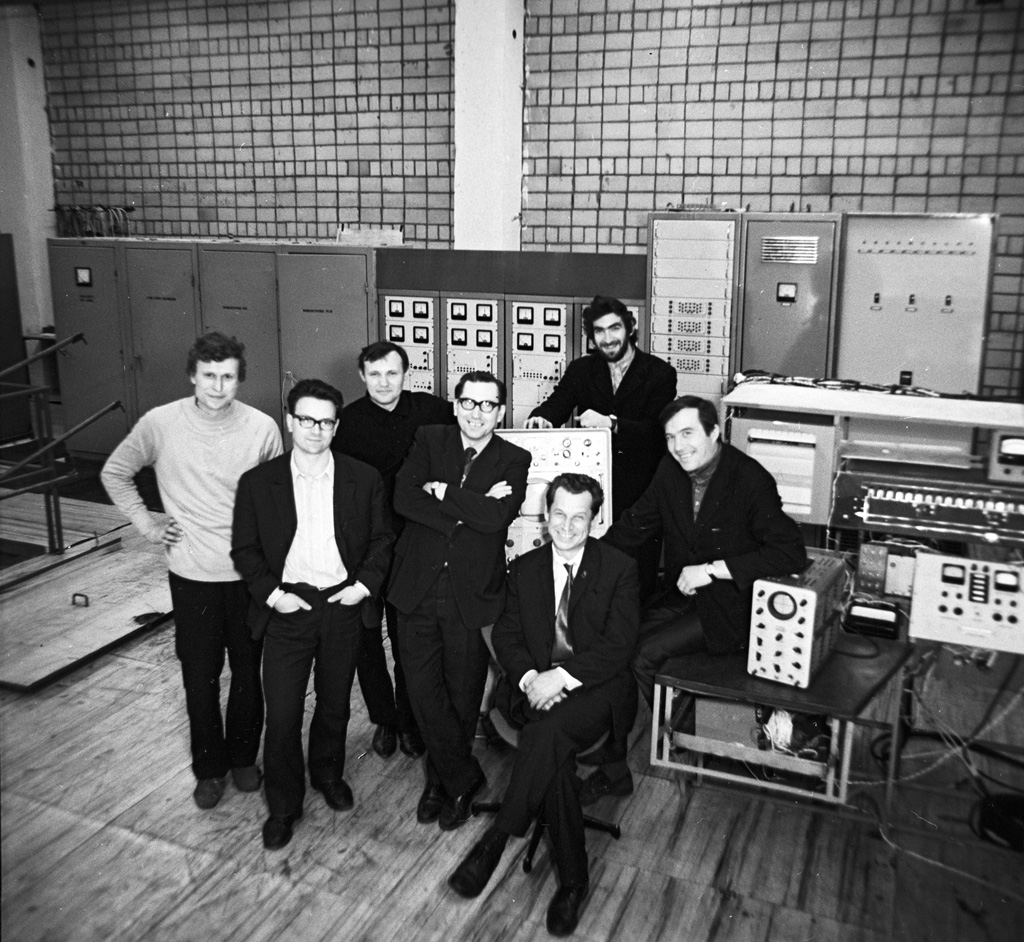
Una fotografía del personal del centro (1974).

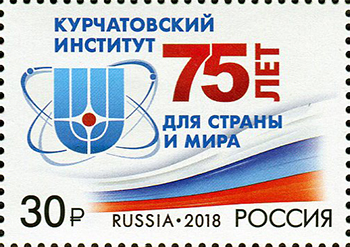
Un sello postal emitido por Rusia para celebrar el 75 aniversario del instituto (2018).

### Años 40 y 50
El Instituto Kurchátov se fundó en 1943 con el propósito inicial de desarrollar armas nucleares. El instituto hasta el año 1955 era conocido con el nombre secreto: "Laboratorio Número 2 de la Academia de Ciencias de la Unión Soviética". La mayoría de los reactores nucleares soviéticos fueron diseñados en este instituto, incluido el F-1, el primer reactor nuclear fuera de América del Norte en mantener un estado de críticidad. Desde 1955, el instituto fue el anfitrión de importantes trabajos científicos experimentales en los campos de la fusión nuclear y la física del plasma.

### Años 60 y 70
En particular, los primeros sistemas de reactor de fusión Tokamak se desarrollaron en el instituto, el más exitoso fue el T-3 y su versión más grande, el T-4, el reactor se probó en 1968 en Novosibirsk, realizando la primera reacción de fusión nuclear casi estacionaria de la historia. 

### Años 80 y 90
En la década de 1980, los empleados del Instituto Kurchátov y los ingenieros informáticos desempeñaron un papel muy importante en el establecimiento de una cultura informática al participar en el desarrollo del sistema operativo DEMOS, este sistema llevó a una mayor difusión de Internet en Rusia. El crecimiento de la red continuó tras la disolución de la Unión Soviética. Hasta 1991, el Ministerio de Energía Atómica supervisó la administración del Instituto Kurchátov. Después de su transformación en el Centro Científico del Estado en noviembre de 1991, el instituto quedó subordinado directamente al Gobierno ruso.

### sigloXXI
De acuerdo con los estatutos del instituto, el director del instituto es nombrado por el Primer ministro, de acuerdo con las recomendaciones de la compañía estatal Rosatom.
En febrero de 2005, Mijaíl Kovalchuk fue nombrado director del instituto, desde el año 2015 es el presidente del instituto, el cargo de director fue ocupado por los doctores Víktor Ilguisonis, Denís Minkin y Aleksandr Blagov (desde noviembre de 2018). En febrero de 2007, el Instituto Kurchátov se convirtió en la principal organización que coordina los esfuerzos en el campo de la nanotecnología en Rusia. El instituto colabora con el proyecto ITER en Cadarache, Francia.